# Deutsche Leichtathletik-Meisterschaften 1989/Resultate
Der Hauptteil der Wettbewerbe bei den 89. Deutschen Leichtathletik-Meisterschaften wurde vom 11. bis 13. August 1989 im Hamburger Volksparkstadion ausgetragen.
In der hier vorliegenden Auflistung werden die in den verschiedenen Wettbewerben jeweils ersten acht platzierten Leichtathletinnen und Leichtathleten aufgeführt. Eine Übersicht mit den Medaillengewinnerinnen und -gewinnern sowie einigen Anmerkungen zu den Meisterschaften findet sich unter dem Link Deutsche Leichtathletik-Meisterschaften 1989.
Wie immer gab es zahlreiche Disziplinen, die zu anderen Terminen an anderen Orten stattfanden – in den folgenden Übersichten jeweils konkret benannt.

## Meisterschaftsresultate Männer

### 100 m
| Platz | Athlet, Verein                                 | Zeit (s) |
| ----- | ---------------------------------------------- | -------- |
| 1     | Wolfgang Haupt (LG Bayer Leverkusen)           | 10,45    |
| 2     | Arnold Zawitzki (LAV Bayer Uerdingen/Dormagen) | 10,50    |
| 3     | Andreas Maul (LG Wipperfürth)                  | 10,52    |
| 4     | Peter Klein (SV Salamander Kornwestheim)       | 10,52    |
| 5     | Fritz Heer (TV Wattenscheid 01)                | 10,59    |
| 6     | Raymond Schüler (LC Paderborn)                 | 10,61    |
| 7     | Dirk Schweisfurth (TV Wattenscheid 01)         | 10,65    |
| 8     | Roger Schulz (LG Bensheim)                     | 10,78    |

Datum: 11. August
Wind: −0,5 m/s

### 200 m
| Platz | Athlet, Verein                                 | Zeit (s) |
| ----- | ---------------------------------------------- | -------- |
| 1     | Erwin Skamrahl (VfL Wolfsburg)                 | 21,01    |
| 2     | Peter Klein (SV Salamander Kornwestheim)       | 21,13    |
| 3     | Wolfgang Haupt (LG Bayer Leverkusen)           | 21,14    |
| 4     | Arnold Zawitzki (LAV Bayer Uerdingen/Dormagen) | 21,40    |
| 5     | Ralf Lübke (LG Bayer Leverkusen)               | 21,51    |
| 6     | Gerhard Sewald (SV Gendorf)                    | 21,51    |
| 7     | Michael Schwab (VfL Sindelfingen)              | 21,51    |
| 8     | Stefan Biaesch (LG Frankfurt)                  | 21,69    |

Datum: 13. August
Wind: −3,0 m/s

### 400 m
| Platz | Athlet, Verein                          | Zeit (s) |
| ----- | --------------------------------------- | -------- |
| 1     | Norbert Dobeleit (TV Wattenscheid 01)   | 45,52    |
| 2     | Ulrich Schlepütz (ASV Köln)             | 45,93    |
| 3     | Ralf Lübke (LG Bayer Leverkusen)        | 46,22    |
| 4     | Klaus Just (SV Salamander Kornwestheim) | 46,41    |
| 5     | Mark Henrich (VfL Kamen)                | 46,47    |
| 6     | Werner Klein (LC Rehlingen)             | 46,79    |
| 7     | Anselm Schuster (ASV Köln)              | 47,22    |
| 8     | Marc-Antonius Eggers (ASV Köln)         | 48,40    |

Datum: 12. August

### 800 m
| Platz | Athlet, Verein                        | Zeit (min) |
| ----- | ------------------------------------- | ---------- |
| 1     | Peter Braun (LG Tuttlingen)           | 1:47,69    |
| 2     | Holger Böttcher (LG Nord Berlin)      | 1:48,17    |
| 3     | Axel Harries (LC Olympiapark München) | 1:48,22    |
| 4     | Torsten Kallweit (LAV erdgas Essen)   | 1:48,32    |
| 5     | Bernd Glatzki (Preussen Krefeld)      | 1:48,56    |
| 6     | Dietmar Stephan (TV Gladbeck)         | 1:48,71    |
| 7     | Joachim Dehmel (SpVgg.Feuerbach)      | 1:48,80    |
| 8     | Stephan Plätzer (Hamburger SV)        | 1:49,38    |

Datum: 13. August

### 1500 m
| Platz | Athlet, Verein                                 | Zeit (min) |
| ----- | ---------------------------------------------- | ---------- |
| 1     | Dieter Baumann (VfL Waiblingen)                | 3:44,93    |
| 2     | Rüdiger Stenzel (LG Coesfeld)                  | 3:45,78    |
| 3     | Dirk Cordier (ASV Köln)                        | 3:45,85    |
| 4     | Christoph Meyer (Hamburger SV)                 | 3:46,05    |
| 5     | Lars Brechtel (Hamburger SV)                   | 3:46,06    |
| 6     | Ralf Stewing (LG Jägermeister Bonn-Meckenheim) | 3:46,39    |
| 7     | Thomas Kreutz (SV Rülzheim)                    | 3:46,62    |
| 8     | Markus Trines (LAV erdgas Essen)               | 3:47,11    |

Datum: 12. August

### 5000 m
| Platz | Athlet, Verein                            | Zeit (min) |
| ----- | ----------------------------------------- | ---------- |
| 1     | Christian Husmann (TK Hannover)           | 13:47,93   |
| 2     | Steffen Brand (TV Wattenscheid 01)        | 13:48,39   |
| 3     | Daniel Gottschall (ASC Darmstadt)         | 13:50,57   |
| 4     | Stefan Jäger (SV Salamander Kornwestheim) | 13:53,50   |
| 5     | Herbert Stephan (Rot-Weiß Koblenz)        | 13:56,63   |
| 6     | Wolfgang Heitzer (LG Regensburg)          | 14:01,54   |
| 7     | Markus Neukirch (SV Saar 05 Saarbrücken)  | 14:01,91   |
| 8     | Jörg Tebrügge (LC Mengerskirchen)         | 14:02,29   |

Datum: 13. August

### 10.000 m
| Platz | Athlet, Verein                              | Zeit (min) |
| ----- | ------------------------------------------- | ---------- |
| 1     | Kurt Stenzel (ASC Darmstadt)                | 28:49,93   |
| 2     | Frank Luckmann (LC Hannover)                | 28:54,46   |
| 3     | Konrad Dobler (VfL Waldkraiburg)            | 29:01,66   |
| 4     | Udo Reeh (VfL Waldkraiburg)                 | 29:07,88   |
| 5     | Christoph Herle (VfL Waldkraiburg)          | 29:34,70   |
| 6     | Günter Ziwey (ASV Köln)                     | 29:35,07   |
| 7     | Ingo Sensburg (OSC Berlin)                  | 29:37,80   |
| 8     | Alfred Knickenberg (SV Saar 05 Saarbrücken) | 29:45,51   |

Datum: 11. August

### 25-km-Straßenlauf
| Platz | Athlet, Verein                          | Zeit (h) |
| ----- | --------------------------------------- | -------- |
| 1     | Kurt Stenzel (ASC Darmstadt)            | 1:16:05  |
| 2     | Eberhard Weyel (LC Mengerskirchen)      | 1:16:27  |
| 3     | Reiner Gutschank (PSV Grün-Weiß Kassel) | 1:16:36  |
| 4     | Michael Spöttel (VfL Waldkraiburg)      | 1:17:04  |
| 5     | Dirk Sander (LG Lage Detmold)           | 1:17:05  |
| 6     | Horst von Gaza (LG Göttingen)           | 1:18:18  |
| 7     | Thomas Ertl (LLC Marathon Regensburg)   | 1:18:50  |
| 8     | Jürgen Fabian (LG Gütersloh)            | 1:19:05  |

Datum: 15. April
fand in Wörth-Maximiliansau statt

### 25-km-Straßenlauf, Mannschaftswertung
| Platz | Verein, Besetzung                                                    | Zeit (h) |
| ----- | -------------------------------------------------------------------- | -------- |
| 1     | VfL Waldkraiburg (Michael Spöttel, Joachim Heim, Stefan Pichler)     | 3:56:42  |
| 2     | ASC Darmstadt (Kurt Stenzel, Rainer Graf, Dr. Franz-Josef Weihrauch) | 3:57:42  |
| 3     | LG Frankfurt (Helmut Marenholz, Jürgen Dächert, Wolfgang Münzel)     | 3:57:55  |
| 4     | OSC Berlin (Ingo Sensburg, Christian Schieber, Peter Spahn)          | 4:01:24  |
| 5     | TV Geiselhöring (Peter Kiefl, Reinhold Hierlmeier, Michael Braun)    | 4:04:15  |
| 6     | LG Lage Detmold (Dirk Sander, Peter Bussemeier, Norbert Bollweg)     | 4:04:45  |
| 7     | LTF Marpingen (Jürgen Fischer, Jörg Ruhe, Rainer Müller)             | 4:05:07  |
| 8     | TF Feuerbach (Rainer Mühlberg, Klaus Löffler, Friedrich Mössner)     | 4:05:37  |

Datum: 15. April
fand in Wörth-Maximiliansau statt

### Marathon
| Platz | Athlet, Verein                        | Zeit (h) |
| ----- | ------------------------------------- | -------- |
| 1     | Uwe Hartmann (VfL Waldkraiburg)       | 2:15:20  |
| 2     | Werner Grommisch (LAV erdgas Essen)   | 2:15:58  |
| 3     | Thomas Ertl (LLC Marathon Regensburg) | 2:16:00  |
| 4     | Franz Hornberger (LAC Quelle Fürth)   | 2:16:21  |
| 5     | Stefan Paul (VfL Sindelfingen)        | 2:17:14  |
| 6     | Udo Grimm (LT Dormagen)               | 2:17:26  |
| 7     | Hans Pfisterer (LG Frankfurt)         | 2:18:47  |
| 8     | Manuel Fernandez (LG Düsseldorf)      | 2:18:57  |

Datum: 15. Oktober
fand in Kandel statt

### Marathon, Mannschaftswertung
| Platz | Verein, Besetzung                                                     | Zeit (h) |
| ----- | --------------------------------------------------------------------- | -------- |
| 1     | TF Feuerbach I (Peter Maier, Daniel Bartsch, Andreas Söffker)         | 7:03:36  |
| 2     | LTF Marpingen (Jürgen Fischer, Rainer Müller, Volker Becker)          | 7:11:45  |
| 3     | LAC Quelle Fürth (Franz Hornberger, Peter Ertl, Pedro Sachssendahl)   | 7:15:54  |
| 4     | LG Göttingen (Horst von Gaza, Wilhelm Gräber, Uwe Pfaff)              | 7:22:50  |
| 5     | LG Düsseldorf (Manuel Fernandez, Werner Hymmen, Rainer Ohligschläger) | 7:23:28  |
| 6     | TF Feuerbach II (Rainer Mühlberg, Michael Most, Markus Kreimer)       | 7:26:43  |
| 7     | LG Seesen (Mario Burger, Günter König-Kruse, Detlef Otte)             | 7:30:09  |
| 8     | LG Alb Donau (Thomas Danzer, Rudi Rapp, Wolfgang Werner)              | 7:39:46  |

Datum: 15. Oktober
fand in Kandel statt

### 100-km-Straßenlauf
| Platz | Athlet, Verein                          | Zeit (h) |
| ----- | --------------------------------------- | -------- |
| 1     | Heinz Hüglin (LV Ettenheim)             | 6:37:52  |
| 2     | Hartmut Häber (Triathlon Hub/Nürnberg)  | 6:47:25  |
| 3     | Burkhard Lennartz (ASV Sankt Augustin)  | 6:54:56  |
| 4     | Manfred Träger (Triathlon Hub/Nürnberg) | 6:58:38  |
| 5     | Hans-Jürgen Seydler (SCC Berlin)        | 7:01:45  |
| 6     | Burkhard Widera (TV Lengerich)          | 7:03:44  |
| 7     | Helmut Dreyer (VfL Wolfsburg)           | 7:08:55  |
| 8     | Willi Klinkopf (SV Tawern)              | 7:12:32  |

Datum: 30. September
fand in Unna statt

### 100-km-Straßenlauf, Mannschaftswertung
| Platz | Verein, Besetzung                                                              | Zeit (h) |
| ----- | ------------------------------------------------------------------------------ | -------- |
| 1     | LG Nürnberg (Karl-Heinz Neudeck, Hans Reich, Peter Wimmer)                     | 22:33:28 |
| 2     | Triathlon Hub/Nürnberg (Hartmut Häber, Manfred Träger, Willi Baumeister)       | 22:35:19 |
| 3     | VfL Wolfsburg (Helmut Dreyer, Hans-Günter Wolff, Klaus-Dieter Holz)            | 22:45:40 |
| 4     | SSC Hanau-Rodenbach (Harry Alex Arndt, Hans-Werner Schween, Matthias Däschner) | 23:13:41 |
| 5     | SCC Berlin (Hans-Jürgen Seydler, Peter Detlef Schulze, Rainer Schädlich)       | 23:38:35 |
| 6     | LTF Marpingen (Franz Feller, Robert Feller, Stefan Feller)                     | 23:57:38 |
| 7     | LSF Münster (Peter Samulski, Klaus Becker, Dieter Korte)                       | 24:51:41 |
| 8     | TV Unna (Horst Comes, Andreas Look, Harry Pasalk)                              | 24:52:06 |

Datum: 30. September
fand in Unna statt

### 110 m Hürden
| Platz | Athlet, Verein                           | Zeit (s) |
| ----- | ---------------------------------------- | -------- |
| 1     | Dietmar Koszewski (LAC Halensee Berlin)  | 13,63    |
| 2     | Florian Schwarthoff (TV Heppenheim)      | 13,75    |
| 3     | Stefan Mattern (LG Kreis Verden)         | 14,07    |
| 4     | Helge Bormann (TSG Bergedorf)            | 14,11    |
| 5     | Axel Schaumann (MTV Stuttgart)           | 14,17    |
| 6     | Heiko Buss (Eintracht Frankfurt)         | 14,42    |
| 7     | Frank Wilcke (TV Wattenscheid 01)        | 14,47    |
| 8     | Olaf Fundel (SV Salamander Kornwestheim) | 14,52    |

Datum: 12. August
Wind: −1,6 m/s

### 400 m Hürden
| Platz | Athlet, Verein                          | Zeit (s) |
| ----- | --------------------------------------- | -------- |
| 1     | Harald Schmid (TV Gelnhausen)           | 48,95    |
| 2     | Edgar Itt (TV Gelnhausen)               | 48,96    |
| 3     | Carsten Köhrbrück (LAC Halensee Berlin) | 49,54    |
| 4     | Michael Dazumann (MTV Ingolstadt)       | 50,35    |
| 5     | Carsten Fischer (LG Bayer Leverkusen)   | 50,71    |
| 6     | Michael Grün (LG Bayer Leverkusen)      | 51,07    |
| 7     | Udo Schiller (TV Wattenscheid 01)       | 51,13    |
| 8     | Martin Bürkle (VfL Sindelfingen)        | 51,31    |

Datum: 13. August

### 3000 m Hindernis
| Platz | Athlet, Verein                         | Zeit (min) |
| ----- | -------------------------------------- | ---------- |
| 1     | Hubert Karl (TV Ochsenfurt)            | 8:27,95    |
| 2     | Michael Heist (ASC Darmstadt)          | 8:28,52    |
| 3     | Engelbert Franz (VfL Waldkraiburg)     | 8:28,88    |
| 4     | Volker Werner (LG Wedel-Pinneberg)     | 8:37,23    |
| 5     | Martin Strege (LG Baunatal/ACT Kassel) | 8:40,17    |
| 6     | Andreas Fischer (Hamburger SV)         | 8:40,48    |
| 7     | Armin Krebs (LC Paderborn)             | 8:43,16    |
| 8     | Ingo Plucinski (LG Nord Berlin)        | 8:45,59    |

Datum: 13. August

### 4 × 100 m Staffel
| Platz | Verein, Besetzung                                                                              | Zeit (s) |
| ----- | ---------------------------------------------------------------------------------------------- | -------- |
| 1     | TV Wattenscheid 01 (Wolfgang Zinser, Dirk Schweisfurth, Fritz Heer, Norbert Dobeleit)          | 39,47    |
| 2     | SV Salamander Kornwestheim (Klaus Just, Andreas Zügel, Peter Klein, Jürgen Koffler)            | 39,78    |
| 3     | TV Heppenheim (Andreas Knobloch, Florian Schwarthoff, Christian Thomas, Alexander Bub)         | 40,33    |
| 4     | MTV Ingolstadt (Karsten Dannewitz, Frank Kobor, Hubert Bruckmeier, Uwe Rösch)                  | 40,51    |
| 5     | Eintracht Frankfurt (Holger Ühlein, Karlheinz Keth, Lars Klingenberg, Peter Rouhi)             | 40,56    |
| 6     | LAV Bayer Uerdingen/Dormagen (Heinz Hünnekes, Roman Reiter, Michael Kutscher, Arnold Zawitzki) | 40,60    |
| 7     | VfL Sindelfingen (Georg Gann, Dieter Bernau, Michael Schwab, Bernd Koschka)                    | 40,96    |
| DNF   | SCC Berlin (Thorsten Gutsche, Frank Tschugg, Stephen, Jörg Scharrelmann)                       |          |

Datum: 12. August

### 4 × 400 m Staffel
| Platz | Verein, Besetzung                                                                           | Zeit (min) |
| ----- | ------------------------------------------------------------------------------------------- | ---------- |
| 1     | ASV Köln (Anselm Schuster, Jürgen Grunwald, Marc-Antonius Eggers, Ulrich Schlepütz)         | 3:05,87    |
| 2     | VfL Sindelfingen (Bernd Koschka, Ralph Pfersich, Martin Bürkle, Jörg Vaihinger)             | 3:04,96    |
| 3     | LG Bayer Leverkusen (Carsten Fischer, Frank Thaleiser, Michael Grün, Ralf Lübke)            | 3:08,53    |
| 4     | LG Stuttgart (Rolf Setzer, Jürgen Mehl, Horst Krückel, Volker Höschele)                     | 3:09,07    |
| 5     | Eintracht Frankfurt (Lothar Krieg, Lars Klingenberg, Frank Seybold, Bodo Kuhn)              | 3:09,13    |
| 6     | MTV Ingolstadt (Karsten Dannewitz, Hubert Bruckmeier, Wilhelm Schmalzl, Frank Kobor)        | 3:10,16    |
| 7     | LC Hannover (Günter Sievert, Günther Hinrichs, Meyer, Jan Lillie)                           | 3:10,87    |
| 8     | LAV Bayer Uerdingen/Dormagen (Thomas Fobbe, Peter Schwelm, Rüdiger Klingeler, Markus Hoppe) | 3:11,28    |

Datum: 13. August

### 4 × 800 m Staffel
| Platz | Verein, Besetzung                                                                                | Zeit (min) |
| ----- | ------------------------------------------------------------------------------------------------ | ---------- |
| 1     | LG Bayer Leverkusen (Imram Sillah, Oliver Klaudt, Frank Casper, Jussi Udelhoven)                 | 7:23,52    |
| 2     | LAV Essen (Norbert Wortberg, Christoph Große-Rhode, Markus Trines, Torsten Kallweit)             | 7:23,75    |
| 3     | LG Nord Berlin (Ingo Plucinski, Bernd Müller, Helge Loska, Holger Böttcher)                      | 7:24,21    |
| 4     | Eintracht Frankfurt (Conrad, C. Müller, Holger Klink, Bodo Kuhn)                                 | 7:24,46    |
| 5     | LG VfB/Kickers Stuttgart (Volker Höschele, Herbert Wursthorn, Horst Krückel, Michael Fahrenkamp) | 7:24,49    |
| 6     | MTV Ingolstadt (Hans Lang, Franz Josef Modlmaier, Thomas Moser, Jürgen Gruber)                   | 7:24,62    |
| 7     | VfL Sindelfingen (Peter Waldenmaier, Harald Olbrich, Haase, Maier)                               | 7:25,10    |
| 8     | ASV Köln (Dirk Cordier, Martin Stötzel, Hans Stamm, Alexander Adam)                              | ?          |

Datum: 23. Juli
fand in Dortmund im Rahmen der Deutschen Jugendmeisterschaften statt

### 4 × 1500 m Staffel
| Platz | Verein, Besetzung                                                                             | Zeit (min) |
| ----- | --------------------------------------------------------------------------------------------- | ---------- |
| 1     | Hamburger SV (Lars Brechtel, Christoph Meyer, Andreas Fischer, Stephan Plätzer)               | 15:09,06   |
| 2     | ASC Darmstadt (Richard Witt, Kurt Stenzel, Michael Heist, Daniel Gottschall)                  | 15:09,33   |
| 3     | TV Wattenscheid 01 (Brehm, Michael Fietz, Volker Welzel, Steffen Brand)                       | 15:12,20   |
| 4     | LAC Quelle Fürth (Knut Vollenbröker, Hardo Kretschmer, Harald Hülsenbeck, Klaus-Peter Nabein) | 15:22,23   |
| 5     | LAG Mittlere Isar (Sperlich, Schleske, Robert Meindl, Stefan Brunner)                         | 15:22,62   |
| 6     | LC Hannover (Olaf Pfennig, Kordis, Markus Pingpank, Wolfgang Schreiber)                       | 15:23,40   |
| 7     | LG Bayer Leverkusen (Burkhard Dahm, Ralf Dahmen, Mathias Kohls, Burkhard Wagner)              | 15:23,69   |
| 8     | Preussen Krefeld (Münker, Otten, Glatzki, Egbert Haefs)                                       | 15:24,36   |

Datum: 23. Juli
fand in Dortmund im Rahmen der Deutschen Jugendmeisterschaften statt

### 20-km-Gehen
| Platz | Athlet, Verein                          | Zeit (h) |
| ----- | --------------------------------------- | -------- |
| 1     | Volkmar Scholz (Berliner SV 1892)       | 1:25:46  |
| 2     | Andreas Hühmer (Berliner SV 1892)       | 1:26:26  |
| 3     | Robert Ihly (LFV Schutterwald)          | 1:26:47  |
| 4     | Stefan Krausch (LG Ahlen)               | 1:26:47  |
| 5     | Franz-Josef Weber (Eintracht Frankfurt) | 1:27:34  |
| 6     | Andreas Luttmann (Ostercappelner FV)    | 1:28:31  |
| 7     | Robert Mildenberger (LAC Quelle Fürth)  | 1:28:37  |
| 8     | Karl Degener (VfL Wolfsburg)            | 1:28:38  |

Datum: 11. August

### 20-km-Gehen, Mannschaftswertung
| Platz | Verein, Besetzung                                                       | Zeit (h) |
| ----- | ----------------------------------------------------------------------- | -------- |
| 1     | Berliner SV 1892 I (Volkmar Scholz, Andreas Hühmer, Detlev Winkler)     | 4:23:55  |
| 2     | LAC Quelle Fürth (Robert Mildenberger, Alfons Schwarz, Siegmar Neuner)  | 4:27:38  |
| 3     | LG Ahlen (Stefan Krausch, Manfred Kreutz, Zschieschang)                 | 4:33:58  |
| 4     | Eintracht Frankfurt (Franz-Josef Weber, Thomas Wallstab, Alfred Trusch) | 4:40:34  |
| 5     | Ostercappelner FV (Andreas Luttmann, Kollorz, Bresser)                  | 4:43.24  |
| 6     | SV Breitenbrunn (Joachim Maier, Günter Thomas, Maximilian Müller)       | 4:54:56  |
| 7     | Meiendorfer SV (Fritz Helms, Steinhardt, Braun)                         | 5:06:55  |
| 8     | Berliner SV 1892 II (Matthias Hütler, Oliver Oefelein, Reiner Offel)    | 5:10:12  |

Datum: 11. August

### 50-km-Gehen
| Platz | Athlet, Verein                          | Zeit (h) |
| ----- | --------------------------------------- | -------- |
| 1     | Robert Ihly (LFV Schutterwald)          | 4:05:46  |
| 2     | Robert Mildenberger (LAC Quelle Fürth)  | 4:08:17  |
| 3     | Karl Degener (VfL Wolfsburg)            | 4:13:52  |
| 4     | Dieter Zschiesche (SV Friedrichsgabe)   | 4:15:23  |
| 5     | Reiner Driesen (LG Düsseldorf)          | 4:17:42  |
| 6     | Horst-Joachim Matern (VfL Sindelfingen) | 4:31:43  |
| 7     | Oliver Oefelein (Berliner SV 1892)      | 4:33:44  |
| 8     | Heinrich Hänsel (Eintracht Frankfurt)   | 4:38:11  |

Datum: 22. Oktober
fand in Boppard statt

### 50-km-Gehen, Mannschaftswertung
| Platz | Verein, Besetzung                                                 | Zeit (h) |
| ----- | ----------------------------------------------------------------- | -------- |
| 1     | Berliner SV 1892 (Oliver Oefelein, Matthias Hütler, Reiner Offel) | 13:58:27 |
| 2     | Eintracht Frankfurt (Heinrich Hänsel, Hans Michalski, Treusch)    | 14:43:49 |
| 3     | LG Düsseldorf (Reiner Driesen, Ruppert, Girards)                  | 14:48:28 |
| 4     | LAZ Kreis Günzburg (Johann Steck, Gerhard Bögel, Wilhelm Schmid)  | 15:57:06 |

Datum: 22. Oktober
fand in Boppard statt
nur 4 Mannschaften in der Wertung

### Hochsprung
| Platz | Athlet, Verein                         | Höhe (m) |
| ----- | -------------------------------------- | -------- |
| 1     | Dietmar Mögenburg (TV Wattenscheid 01) | 2,27     |
| 2     | Gerd Nagel (Eintracht Frankfurt)       | 2,27     |
| 2     | Ralf Sonn (TSG Akus Weinheim)          | 2,27     |
| 4     | Manfred Glanz (LG Bayer Leverkusen)    | 2,25     |
| 5     | Carlo Thränhardt (LG Bayer Leverkusen) | 2,22     |
| 6     | Karol Getek (LAC Quelle Fürth)         | 2,19     |
| 7     | Wolfgang Kreißig (SG Ronnenberg)       | 2,16     |
| 8     | Hans Burchard (LG Wedel Pinneberg)     | 2,13     |
| 8     | Peter Wischau (SCC Berlin)             | 2,13     |

Datum: 13. August

### Stabhochsprung
| Platz | Athlet, Verein                                | Höhe (m) |
| ----- | --------------------------------------------- | -------- |
| 1     | Bernhard Zintl (LC Olympiapark München)       | 5,60     |
| 2     | Mark Lugenbühl (ASV Landau)                   | 5,30     |
| 3     | Ralf Schneider (LAV Bayer Uerdingen/Dormagen) | 5,30     |
| 4     | Helmar Schmidt (LC Olympiapark München)       | 5,30     |
| 5     | Peter Volmer (TV Wattenscheid 01)             | 5,20     |
| 6     | Leszek Holownia (LG Bayer Leverkusen)         | 5,20     |
| 7     | Kai Atzbacher (LG Frankfurt)                  | 5,00     |
| 8     | Jürgen Winkler (LG Bayer Leverkusen)          | 5,00     |

Datum: 12. August

### Weitsprung
| Platz | Athlet, Verein                            | Weite (m) |
| ----- | ----------------------------------------- | --------- |
| 1     | Dietmar Haaf (SV Salamander Kornwestheim) | 8,22      |
| 2     | Christian Thomas (TV Heppenheim)          | 8,03      |
| 3     | Joakim Assenmacher (USC Mainz)            | 7,77      |
| 4     | Dirk Holtfreter (TSV Klausdorf)           | 7,77      |
| 5     | Axel Dimmel (LG Frankfurt)                | 7,70      |
| 6     | Peter Rouhi (Eintracht Frankfurt)         | 7,68      |
| 7     | Jürgen Hein (SV Salamander Kornwestheim)  | 7,60      |
| 8     | Wolfgang Schneider (LAG Hüttental)        | 7,52      |

Datum: 13. August

### Dreisprung
| Platz | Athlet, Verein                           | Weite (m) |
| ----- | ---------------------------------------- | --------- |
| 1     | Wolfgang Zinser (TV Wattenscheid 01)     | 16,83     |
| 2     | Kersten Wolters (LG Hammer Park Hamburg) | 16,71     |
| 3     | Peter Bouschen (DJK Agon 08 Düsseldorf)  | 16,64     |
| 4     | Frank Müller (TV Norden)                 | 16,49     |
| 5     | Wolfgang Knabe (TV Wattenscheid 01)      | 16,48     |
| 6     | Ralf Jaros (DJK Agon 08 Düsseldorf)      | 16,15     |
| 7     | Ulrich Wrede (LAC Quelle Fürth)          | 15,98     |
| 8     | Wolfgang Mai (FC Schalke 04)             | 15,86     |

Datum: 12. August

### Kugelstoßen
| Platz | Athlet, Verein                              | Weite (m) |
| ----- | ------------------------------------------- | --------- |
| 1     | Karsten Stolz (TV Wattenscheid 01)          | 20,32     |
| 2     | Kalman Konya (SV Salamander Kornwestheim)   | 19,53     |
| 3     | Michael Mertens (VfL Wolfsburg)             | 19,21     |
| 4     | Claus-Dieter Föhrenbach (USC Heidelberg)    | 18,38     |
| 5     | Bernd Kneißler (SV Salamander Kornwestheim) | 18,37     |
| 6     | Stefan Schröfel (LG Frankfurt)              | 18,32     |
| 7     | Udo Gelhausen (LG Bayer Leverkusen)         | 17,95     |
| 8     | Albert Schmider (TSV Burgberg)              | 17,71     |

Datum: 13. August

### Diskuswurf
| Platz | Athlet, Verein                        | Weite (m) |
| ----- | ------------------------------------- | --------- |
| 1     | Rolf Danneberg (LG Wedel-Pinneberg)   | 67,38     |
| 2     | Wolfgang Schmidt (LG Stuttgart)       | 65,48     |
| 3     | Alois Hannecker (MTV Ingolstadt)      | 60,90     |
| 4     | Wulf Brunner (TV Gelnhausen)          | 60,60     |
| 5     | Olaf Többen (LG Bayer Leverkusen)     | 59,86     |
| 6     | Carsten Kufahl (LG Olympia Dortmund)  | 58,42     |
| 7     | Roger Bakowski (LG Bayer Leverkusen)  | 58,42     |
| 8     | Manfred Schmitz (LG Bayer Leverkusen) | 56,66     |

Datum: 12. August

### Hammerwurf
| Platz | Athlet, Verein                            | Weite (m) |
| ----- | ----------------------------------------- | --------- |
| 1     | Heinz Weis (LG Bayer Leverkusen)          | 82,16     |
| 2     | Christoph Sahner (TV Wattenscheid 01)     | 78,02     |
| 3     | Jörg Schaefer (TV Wattenscheid 01)        | 77,52     |
| 4     | Norbert Radefeld (VfL Wolfsburg)          | 76,54     |
| 5     | Marc Odenthal (LG Bayer Leverkusen)       | 75,52     |
| 6     | Claus Dethloff (MTV Lübeck)               | 74,80     |
| 7     | Klaus-Bernd Leitges (LG Bayer Leverkusen) | 68,96     |
| 8     | Mario Tschierschwitz (LG Süd Berlin)      | 67,90     |

Datum: 13. August

### Speerwurf
| Platz | Athlet, Verein                         | Weite (m) |
| ----- | -------------------------------------- | --------- |
| 1     | Klaus-Peter Schneider (LG Frankfurt)   | 84,56     |
| 2     | Knut Hempel (Hamburger SV)             | 80,76     |
| 3     | Andreas Linden (Rot-Weiß Koblenz)      | 80,38     |
| 4     | Klaus Tafelmeier (LG Bayer Leverkusen) | 78,26     |
| 5     | Peter Blank (LG Frankfurt)             | 77,44     |
| 6     | Thomas Menne (TV Wattenscheid 01)      | 74,36     |
| 7     | Andreas Bernecker (Bramstedter TS)     | 71,86     |
| 8     | Peter Schreiber (LG Bayer Leverkusen)  | 71,80     |

Datum: 13. August

### Zehnkampf
| Platz | Athlet, Verein                               | Leistung (Pkte) |
| ----- | -------------------------------------------- | --------------- |
| 1     | Karl-Heinz Fichtner (LC Olympiapark München) | 8205            |
| 2     | Norbert Demmel (TSV 1860 München)            | 8050            |
| 3     | Christian Deick (USC Mainz)                  | 7729            |
| 4     | Ralf Oberhofer (SG Ulm)                      | 7711            |
| 5     | Bruno Chirco (LC Olympiapark München)        | 7691            |
| 6     | Rüdiger Hennig (LG Bayer Leverkusen)         | 7676            |
| 7     | Jens Hohaus (ASV Sankt Augustin)             | 7590            |
| 8     | Stephan Kellenberg (USC Mainz)               | 7556            |

Datum: 9./10. September
fand in Bernhausen statt

### Zehnkampf, Mannschaftswertung
| Platz | Verein, Besetzung                                                          | Leistung (Pkte) |
| ----- | -------------------------------------------------------------------------- | --------------- |
| 1     | LC Olympiapark München (Karl-Heinz Fichtner, Helmar Schmidt, Bruno Chirco) | 22.826          |
| 2     | LG Bayer Leverkusen (Rüdiger Hennig, Helge Günther, Lars Knut)             | 21.914          |
| 3     | TV Norden (Frank Müller, Robert Zander, Gerd Kleemann)                     | 21.720          |
| 4     | TSV 1860 München (Norbert Demmel, Christian Stock, Jörg Schmidt)           | 21.192          |
| 5     | LC Paderborn (Olaf Kartenberg, Michael Huth, Dirk Elfert)                  | 21.084          |
| 6     | ASV Sankt Augustin (Jens Hohaus, Martin Wiechert, Norbert Euskirchen)      | 20.611          |

Datum: 9./10. September
fand in Bernhausen statt
nur 6 Teams in der Wertung

### CrosslaufMittelstrecke –3,7 km
| Platz | Athlet, Verein                     | Zeit (min) |
| ----- | ---------------------------------- | ---------- |
| 1     | Miroslaw Kuziola (LG Frankfurt)    | 11:08      |
| 2     | Volker Welzel (TV Wattenscheid 01) | 11:19      |
| 3     | Ulrich Keil (LG Frankfurt)         | 11:22      |
| 4     | Klaus Heiserer (TG Biberach)       | 11:23      |
| 5     | Peter Krause (LG Braunschweig)     | 11:23      |
| 6     | Michael Heist (ASC Darmstadt)      | 11:27      |
| 7     | Harald Moll (Alemannia Aachen)     | 11:29      |
| 8     | Daniel Gottschall (ASC Darmstadt)  | 11:31      |

Datum: 4. März
fand in Vinsebeck statt

### CrosslaufMittelstrecke –3,7 km, Mannschaftswertung
| Platz | Verein, Besetzung                                                      | Platzziffer |
| ----- | ---------------------------------------------------------------------- | ----------- |
| 1     | LG Frankfurt (Miroslaw Kuziola, Ulrich Keil, Peter Wagner)             | 022         |
| 2     | TV Wattenscheid 01 (Volker Welzel, Loos, Christof Blum)                | 026         |
| 3     | ASC Darmstadt (Michael Heist, Daniel Gottschall, Martin Haury)         | 054         |
| 4     | Hamburger SV (Götz Verdieck, Stephan Plätzer, Lars Brechtel)           | 072         |
| 5     | TV Bad Bergzabern (Michael Spindler, Stephan Werling, Langhans)        | 073         |
| 6     | LG VfB/Kickers Stuttgart (Klaus Veitinger, Ralf Thumm, Matthias Hoher) | 091         |
| 7     | VfL Platte Heide Menden (Ulrich Beckmann, Fehrs, Thomas Geise)         | 110         |
| 8     | LG Braunschweig (Peter Krause, Hugo, von Falck)                        | 112         |

Datum: 4. März
fand in Vinsebeck statt

### CrosslaufLangstrecke –11,0 km
| Platz | Athlet, Verein                                | Zeit (min) |
| ----- | --------------------------------------------- | ---------- |
| 1     | Herbert Steffny (Post-SV Jahn Freiburg)       | 34:57      |
| 2     | Heinz-Bernd Bürger (LC Euskirchen)            | 35:00      |
| 3     | Hans-Jürgen Orthmann (Zugzwang Wehbach)       | 35:03      |
| 4     | Martin Grüning (LAV Bayer Uerdingen/Dormagen) | 35:08      |
| 5     | Christoph Herle (VfL Waldkraiburg)            | 35:14      |
| 6     | Guido Dold (Post-SV Jahn Freiburg)            | 35:19      |
| 7     | Konrad Dobler (VfL Waldkraiburg)              | 35:24      |
| 8     | Markus Pingpank (LC Hannover)                 | 35:34      |

Datum: 4. März
fand in Vinsebeck statt

### CrosslaufLangstrecke –11,0 km, Mannschaftswertung
| Platz | Verein, Besetzung                                                         | Platzziffer |
| ----- | ------------------------------------------------------------------------- | ----------- |
| 1     | VfL Waldkraiburg (Christoph Herle, Konrad Dobler, Michael Spöttel)        | 024         |
| 2     | Post-SV Jahn Freiburg (Herbert Steffny, Guido Dold, Markus Keller)        | 033         |
| 3     | ASV Köln (Thomas Marx, Axel Wehmeier, Günter Ziwey)                       | 048         |
| 4     | LG Frankfurt (Jürgen Dächert, Hans-Joachim Herrmann, Dirk Bischoff)       | 061         |
| 5     | OSC Berlin (Ingo Sensburg, Christian Schieber, Martin Seeber)             | 079         |
| 6     | LAV Bayer Uerdingen/Dormagen (Martin Grüning, Peter Kühne, Muttka)        | 100         |
| 7     | PSV Grün-Weiß Kassel (Reiner Gutschank, Matthias Rüdiger, Peter Dallmann) | 105         |
| 8     | LC Buchendorf (Philipp Kehl, Rainer Schwarz, Dieter Ranftl)               | 113         |

Datum: 4. März
fand in Vinsebeck statt

### Berglauf
| Platz | Athlet, Verein                     | Zeit (min) |
| ----- | ---------------------------------- | ---------- |
| 1     | Charly Doll (Freiburger FC)        | 45:08      |
| 2     | Guido Dold (Post-SV Jahn Freiburg) | 46:05      |
| 3     | Dieter Ranftl (LC Buchendorf)      | 46:27      |
| 4     | Georg Preuß (TSV Endorf)           | 46:41      |
| 5     | Peter Maier (TF Feuerbach)         | 46:53      |
| 6     | Kurt König (TSV Oberstaufen)       | 47:00      |
| 7     | Meinrad Beha (FC Unterkirnach)     | 47:02      |
| 8     | Hartmut Hertlein (TSV Burghaslach) | 47:09      |

Datum: 27. August
fand in Müllheim (Baden) statt

### Berglauf, Mannschaftswertung
| Platz | Verein, Besetzung                                                     | Zeit (h) |
| ----- | --------------------------------------------------------------------- | -------- |
| 1     | Post-SV Jahn Freiburg (Guido Dold, Herbert Steffny, Karl Proba)       | 2:22:14  |
| 2     | TSV Burghaslach (Hartmut Hertlein, Matthias Kostulski, Ludwig Endres) | 2:23:27  |
| 3     | TF Feuerbach (Peter Maier, Klaus Löffler, Horne)                      | 2:24:05  |
| 4     | LAC Quelle Fürth (Manfred Dusold, Theo Kiefner, Jochen Laub)          | 2:24:30  |
| 5     | FC Unterkirnach (Meinrad Beha, H. J. Beha, Siegfried Blum)            | 2:25:02  |
| 6     | TSV Endorf (Georg Preuß, Siegfried Rott, Wallner)                     | 2:25:07  |
| 7     | Freiburger FC (Charly Doll, Winfried Thurner, Konrad Maier)           | 2:26:07  |
| 8     | LG Frankfurt (Dirk Bischoff, Gustav Frischmann, Volker Isigkeit)      | 2:29:06  |

Datum: 27. August
fand in Müllheim (Baden) statt

## Meisterschaftsresultate Frauen

### 100 m
| Platz | Athletin, Verein                              | Zeit (s) |
| ----- | --------------------------------------------- | -------- |
| 1     | Ulrike Sarvari (VfL Sindelfingen)             | 11,25    |
| 2     | Andrea Thomas, geb. Bersch (VfL Sindelfingen) | 11,40    |
| 3     | Silke-Beate Knoll (SC Eintracht Hamm)         | 11,70    |
| 4     | Melanie Paschke (LG Braunschweig)             | 11,83    |
| 5     | Andrea Hagen (VfL Wolfsburg)                  | 11,85    |
| 6     | Margrit Schiller (VfL Sindelfingen)           | 11,92    |
| 7     | Kerstin Poltrock (LC Paderborn)               | 11,98    |
| 8     | Birgit Leinemann (VfL Wolfsburg)              | 12,03    |

Datum: 11. August
Wind: ±0,0 m/s

### 200 m
| Platz | Athletin, Verein                              | Zeit (s) |
| ----- | --------------------------------------------- | -------- |
| 1     | Andrea Thomas, geb. Bersch (VfL Sindelfingen) | 23,09    |
| 2     | Ulrike Sarvari (VfL Sindelfingen)             | 23,17    |
| 3     | Silke-Beate Knoll (SC Eintracht Hamm)         | 23,73    |
| 4     | Karin Janke (VfL Wolfsburg)                   | 24,03    |
| 5     | Andrea Schmidt (SG Ulm)                       | 24,12    |
| 6     | Andrea Hagen (VfL Wolfsburg)                  | 23,13    |
| 7     | Heike Brandenburger (ABC Ludwigshafen)        | 24,56    |
| 8     | Kerstin Poltrock (LC Paderborn)               | 24,85    |

Datum: 12. August

### 400 m
| Platz | Athletin, Verein                     | Zeit (s) |
| ----- | ------------------------------------ | -------- |
| 1     | Helga Arendt (SC Eintracht Hamm)     | 52,23    |
| 2     | Linda Kisabaka (LG Bayer Leverkusen) | 52,24    |
| 3     | Karin Lehmann (TV Konstanz)          | 54,22    |
| 4     | Ruth Scheppan (TV Wattenscheid 01)   | 54,76    |
| 5     | Silke Fischer (LG Kappelberg)        | 54,81    |
| 6     | Evelyn Richter (ETSV Landshut)       | 55,00    |
| 7     | Ines Conradi (SCC Berlin)            | 55,16    |
| 8     | Bettina Kersten (LG Karlsruhe)       | 56,69    |

Datum: 12. August

### 800 m
| Platz | Athletin, Verein                     | Zeit (min) |
| ----- | ------------------------------------ | ---------- |
| 1     | Gabriela Lesch (Eintracht Frankfurt) | 2:00,55    |
| 2     | Ute Lix (TV Gelnhausen)              | 2:01,52    |
| 3     | Karin Lix (TV Gelnhausen)            | 2:02,61    |
| 4     | Margrit Schultheiß (VT Zweibrücken)  | 2:04,45    |
| 5     | Petra Höfler (TV Konstanz)           | 2:04,97    |
| 6     | Ursula Tueshaus (TV Wattenscheid 01) | 2:05,20    |
| 7     | Cornelia Bahls (LG Nord Berlin)      | 2:05,95    |
| 8     | Astrid Bartels (LG Nordwest Hamburg) | 2:06,61    |

Datum: 13. August

### 1500 m
| Platz | Athletin, Verein                        | Zeit (min) |
| ----- | --------------------------------------- | ---------- |
| 1     | Gabriele Schwarzbauer (MTV Ingolstadt)  | 4:21,31    |
| 2     | Rita Marquardt (LC Olympiapark München) | 4:22,10    |
| 3     | Claudia Metzner (LG Olympia Dortmund)   | 4:22,61    |
| 4     | Birgit Schmidt (LC Paderborn)           | 4:23,32    |
| 5     | Ute Haak (LAC Quelle Fürth)             | 4:24,16    |
| 6     | Heidrun Vetter (LG Frankfurt)           | 4:25,22    |
| 7     | Anke Lipfert (Eintracht Frankfurt)      | 4:26,00    |
| 8     | Astrid Wiethake (LG Braunschweig)       | 4:26,21    |

Datum: 12. August

### 3000 m
| Platz | Athletin, Verein                        | Zeit (min) |
| ----- | --------------------------------------- | ---------- |
| 1     | Claudia Borgschulze (SC Eintracht Hamm) | 9:05,52    |
| 2     | Sabine Kunkel (VfL Wolfsburg)           | 9:06,54    |
| 3     | Sabine Mann (ASV Köln)                  | 9:09,14    |
| 4     | Anke Breitenbach (LG Bayer Leverkusen)  | 9:10,78    |
| 5     | Kerstin Preßler (LAC Halensee Berlin)   | 9:12,50    |
| 6     | Astrid Schmidt (LAV Aschaffenburg)      | 9:18,02    |
| 7     | Sigrid Wennemar (LC Bielefeld)          | 9:18,46    |
| 8     | Nicole Gaukes (DJK Sportfreunde Lowick) | 9:27,41    |

Datum: 13. August

### 10.000 m
| Platz | Athletin, Verein                        | Zeit (min) |
| ----- | --------------------------------------- | ---------- |
| 1     | Iris Biba (DJK Freigericht)             | 32:39,33   |
| 2     | Kerstin Preßler (LAC Halensee Berlin)   | 33:00,51   |
| 3     | Claudia Borgschulze (SC Eintracht Hamm) | 33:44,01   |
| 4     | Tanja Kalinowski (ASV Köln)             | 34:10,08   |
| 5     | Petra Liebertz (VfL Wolfsburg)          | 34:13,87   |
| 6     | Jutta Karsch (LG Olympia Dortmund)      | 34:20,78   |
| 7     | Ursula Starke (LG Seesen)               | 34:48,19   |
| 8     | Annabel Holtkamp (ASV Köln)             | 35:08,52   |

Datum: 11. August

### 15-km-Straßenlauf
| Platz | Athletin, Verein                               | Zeit (h) |
| ----- | ---------------------------------------------- | -------- |
| 1     | Iris Biba (DJK Freigericht)                    | 49:27    |
| 2     | Kerstin Preßler (LAC Halensee Berlin)          | 50:00    |
| 3     | Charlotte Teske, geb. Bernhard (ASC Darmstadt) | 50:27    |
| 4     | Christina Mai (LG Olympia Dortmund)            | 50:49    |
| 5     | Jutta Karsch (LG Olympia Dortmund)             | 51:22    |
| 6     | Astrid Schmidt (LAV Aschaffenburg)             | 51:28    |
| 7     | Anke Breitenbach (LG Bayer Leverkusen)         | 51:30    |
| 8     | Nicole Geukes (DJK Lowick)                     | 52:05    |

Datum: 15. April
fand in Wörth-Maximiliansau statt

### 15-km-Straßenlauf, Mannschaftswertung
| Platz | Verein, Besetzung                                                        | Zeit (h) |
| ----- | ------------------------------------------------------------------------ | -------- |
| 1     | LG Olympia Dortmund (Christina Mai, Jutta Karsch, Antje Pohlmann)        | 2:38:03  |
| 2     | LG Bayer Leverkusen (Anke Breitenbach, Sabine Knetsch, Silvia Merten)    | 2:39:43  |
| 3     | ASV Köln I (Sabine Mann, Katrin Steinmetz, Ayla Tosun)                   | 2:40:30  |
| 4     | SKV Eglosheim (Veronika Manz, Sabine Kauf, Inge Röhrnbacher)             | 2:43:37  |
| 5     | ASV Köln II (Tanja Kalinowski, Farnschläder, C. Braun)                   | 2:46:57  |
| 6     | LC Bielefeld (Dorothee Mechau, Brigitte Mühlisch, Sigrid Wennemar)       | 2:49:46  |
| 7     | ASC Darmstadt (Charlotte Teske, geb. Bernhard, Brembach, Ursula Wolf)    | 2:50:08  |
| 8     | LG Speyer-Schifferstadt (Elke Hoffmann, Ulla Beisel-Klein, Jutta Bendel) | 2:52:45  |

Datum: 15. April
fand in Wörth-Maximiliansau statt

### Marathon
| Platz | Athletin, Verein                       | Zeit (h) |
| ----- | -------------------------------------- | -------- |
| 1     | Birgit Lennartz (ASV Sankt Augustin)   | 2:41:23  |
| 2     | Dagmar Knudsen (LAV Husum)             | 2:41:32  |
| 3     | Elke Hoffmann (LG Speyer-Schwegenheim) | 2:45:10  |
| 4     | Beate Jansen (LG Seesen)               | 2:46:32  |
| 5     | Sabine Kauf (SKV Eglosheim)            | 2:48:55  |
| 6     | Iris Büttner (TSV Talheim)             | 2:49:22  |
| 7     | Monika Bösing (SKV Eglosheim)          | 2:52:16  |
| 8     | Bettina Bieg (SKV Eglosheim)           | 2:52:44  |

Datum: 15. Oktober
fand in Kandel statt

### Marathon, Mannschaftswertung
| Platz | Verein, Besetzung                                                                | Zeit (h) |
| ----- | -------------------------------------------------------------------------------- | -------- |
| 1     | SKV Eglosheim (Sabine Kauf, Monika Bösing, Bettina Rieg)                         | 08:33:55 |
| 2     | TSV Bemerode (Angelika Asche, Eva Friedrich, Monika Dreyer)                      | 09:05:17 |
| 3     | TG Viktoria Augsburg (Gisela Landherr, Barbara Zimmermann, Kathrin Hirschberger) | 09:08:22 |
| 4     | LTF Marpingen (Angelika Warken, Hilde Klinkner, Rita Brill)                      | 10:22:19 |
| 5     | Post SV Osnabrück (Sigrun Mönnekemeyer, Ursula Menzel, Annette Hehemann)         | 11:01:55 |

Datum: 15. Oktober
fand in Kandel statt
nur 5 Mannschaften in der Wertung

### 100-km-Straßenlauf
| Platz | Athletin, Verein                          | Zeit (h) |
| ----- | ----------------------------------------- | -------- |
| 1     | Birgit Lennartz (ASV Sankt Augustin)      | 7:26:52  |
| 2     | Dr. Sigrid Lomsky (SCC Berlin)            | 8:04:32  |
| 3     | Katharina Janicke (LC Bad Kreuznach)      | 8:16:51  |
| 4     | Gudrun Müller (IGL Reutlingen)            | 8:49:05  |
| 5     | Gisela Schneider-Endroweit (TuS Iserlohn) | 8:49:34  |
| 6     | Helga Backhaus (SCC Berlin)               | 9:12:43  |
| 7     | Ute Jurytko (TV Müllheim)                 | 9:13:12  |
| 8     | Marita Johann (TV Lebach)                 | 9:21:53  |

Datum: 30. September
fand in Unna statt

### 100-km-Straßenlauf, Mannschaftswertung
| Platz | Verein, Besetzung                                                        | Zeit (h) |
| ----- | ------------------------------------------------------------------------ | -------- |
| 1     | SCC Berlin (Dr. Sigrid Lomsky, Helga Backhaus, Johanna Koths)            | 26:50:51 |
| 2     | TV Lebach (Marita Johann, Wilma Marx, Karin Bach)                        | 28:16:51 |
| 3     | TG 1846 Frankenthal (Margitta Dreißigacker, Margund Land, Gisela Duschl) | 31:40:35 |

Datum: 30. September
fand in Unna statt
nur 3 Teams in der Wertung

### 100 m Hürden
| Platz | Athletin, Verein                                | Zeit (s) |
| ----- | ----------------------------------------------- | -------- |
| 1     | Claudia Zazkiewicz, geb. Reidick (MTG Mannheim) | 12,98    |
| 2     | Gabi Lippe (MTG Mannheim)                       | 13,19    |
| 3     | Birgit Wolf (VfL Sindelfingen)                  | 13,45    |
| 4     | Caren Jung (TK Grevenbroich)                    | 13,49    |
| 5     | Eva Siederslebe (SpVgg. Feuerbach)              | 13,70    |
| 6     | Petra Hassinger (SCC Berlin)                    | 13,72    |
| 7     | Claudia Felser (LG Olympia Dortmund)            | 13,95    |
| 8     | Michaela Hübel (LG Bayer Leverkusen)            | 14,16    |

Datum: 12. August
Wind: −1,5 m/s

### 400 m Hürden
| Platz | Athletin, Verein                     | Zeit (s) |
| ----- | ------------------------------------ | -------- |
| 1     | Ulrike Heinz (USC Freiburg)          | 55,92    |
| 2     | Sabine Alber (LG Kappelberg)         | 57,34    |
| 3     | Christiane Beinhauer (USC Mainz)     | 57,57    |
| 4     | Gudrun Abt (TSV Genkingen)           | 57,65    |
| 5     | Iris Gauch (TSG Wiesloch)            | 57,69    |
| 6     | Margit Grötzinger (VfL Sindelfingen) | 57,81    |
| 7     | Christa Tritschler (TSV Neustadt)    | 58,57    |
| 8     | Petra Haas (TSV Riederich)           | 59,35    |

Datum: 13. August

### 4 × 100 m Staffel
| Platz | Verein, Besetzung                                                                             | Zeit (s) |
| ----- | --------------------------------------------------------------------------------------------- | -------- |
| 1     | VfL Sindelfingen (Margrit Schiller, Ulrike Sarvari, Andrea Thomas – geb. Bersch, Birgit Wolf) | 44,01    |
| 2     | SG Ulm (Manuela Felgenhauer, Andrea Schmidt, Claudia Bromm, Christina Gruhler)                | 45,82    |
| 3     | ABC Ludwigshafen (Angela Wenning, Birgit Kast, Anke Moritz, Heike Brandenburger)              | 46,02    |
| 4     | LG Olympia Dortmund (Mirja Knuth, Stefanie Hütz, Janik, Köhler)                               | 46,16    |
| 5     | LAC Quelle Fürth (Gudrun Lattner, Ulrike Wrede – geb. Sommer, Ulrike Welzel, Anne Hager)      | 46,74    |
| 6     | LG Bayer Leverkusen (Muddemann, Linda Kisabaka, Hübel, Többen)                                | 46,85    |
| 7     | Aachener TG (Michaela Ivens, Anke Feller, Katrin Herbeck, Christiane Brinkmann)               | 46,97    |
| DNF   | VfL Wolfsburg (Schadek, Andrea Hagen, Karin Janke, Birgit Leinemann)                          |          |

Datum: 12. August

### 4 × 400 m Staffel
| Platz | Verein, Besetzung                                                                            | Zeit (min) |
| ----- | -------------------------------------------------------------------------------------------- | ---------- |
| 1     | SCC Berlin (Astrid Ortel, Angela Wilhelm, Nicole Leistenschneider, Ines Conradi)             | 3:37,98    |
| 2     | TV Konstanz (Sabine Düsseldorf, Birgit Kadletz, Petra Höfler, Katrin Lehmann)                | 3:42,23    |
| 3     | LG Kappelberg (Heike Bek, Silke Fischer, Martina Neininger, Sabine Alber)                    | 3:43,98    |
| 4     | TuS Wettbergen (Voss, Schiefer, Hempel, Astrid Rohrmann)                                     | 3:45,38    |
| 5     | LG Olympia Dortmund (Köhler, Stratmann, Zimmek, Mirjam Erle)                                 | 3:47,64    |
| 6     | LG Wedel-Pinneberg (Maike Koller, Eisinn, Nicole Theopil, Schulze)                           | 3:51,01    |
| 7     | LG Frankfurt (Christiane Hantelmann, Susanne Faulhaber, Christina Schlosser, Susanne Schmid) | 3:51,80    |
| 8     | LG Hanau (Peter, Schöpplein, Beitz, Maienschein)                                             | 4:00,09    |

Datum: 13. August

### 3 × 800 m-Staffel
| Platz | Verein, Besetzung                                                             | Zeit (min) |
| ----- | ----------------------------------------------------------------------------- | ---------- |
| 1     | Eintracht Frankfurt (Uta Eckhardt, Anke Lipfert, Gabriela Lesch)              | 6:18,08    |
| 2     | ASV Köln (Sabine Mann, Sonja Kaufmann, Brigitte Kraus)                        | 6:20,32    |
| 3     | LC Olympiapark München (Birgit Wiedenmann, Brigitte Brückner, Rita Marquardt) | 6:21,62    |
| 4     | LG Nord Berlin (Claudia Beulke, Marlies Keil, Cornelia Bahls)                 | 6:21,83    |
| 5     | SCC Berlin (van Dam, Angela Wilhelm, Nicole Leistenschneider)                 | 6:25,55    |
| 6     | TV Wattenscheid 01 (Monika Schulte, Aschenbroich, Ursula Tüshaus)             | 6:33,14    |
| 7     | TV Konstanz (Birgit Kadletz, Katja Wessel, Höfer)                             | 6:34,59    |
| 8     | LAC Quelle Fürth (Ute Schmaus, Pfränger, Ute Haak)                            | 6:36,84    |

Datum: 23. Juli
fand in Dortmund im Rahmen der Deutschen Jugendmeisterschaften statt

### 10 km Gehen
| Platz | Athletin, Verein                            | Zeit (min) |
| ----- | ------------------------------------------- | ---------- |
| 1     | Andrea Brückmann (LAZ Lahn-Aar-Diez)        | 47:06      |
| 2     | Renate Warz (LG Mainburg-Niederaichbach)    | 48:12      |
| 3     | Brigitte Buck (LG Mainburg-Niederaichbach)  | 49:31      |
| 4     | Sabrina Zühlke (Berliner SV 1892)           | 49:44      |
| 5     | Muriel Eberhardt (TV Scheeßel Eichenschule) | 50:09      |
| 6     | Barbara Kollorz (Ostercappelner FV)         | 50:59      |
| 7     | Adelheid Zschieschang (LG Olympia Dortmund) | 51:10      |
| 8     | Cirsten Verleger (LG Olympia Dortmund)      | 52:02      |

Datum: 22. Oktober
fand in Boppard statt

### 10 km Gehen, Mannschaftswertung
| Platz | Verein, Besetzung                                                                        | Zeit (h) |
| ----- | ---------------------------------------------------------------------------------------- | -------- |
| 1     | LG Mainburg-Niederaichbach (Renate Warz, Brigitte Buck, Gabi Daffner)                    | 2:31:14  |
| 2     | LG Olympia Dortmund (Adelheid Zschieschang, Cirsten Verleger, Ingrid Adam)               | 2:42:12  |
| 3     | Ostercappelner FV (Barbara Kollorz, Luttmann, Krahn)                                     | 2:46:26  |
| 4     | TV 1846 Groß-Gerau (Brigitte Berger, Leni Demmel, Nicole Best)                           | 2:47:22  |
| 5     | TSV Schwarme (Christine Lörke, Karin Dygas, Sabine Sundermann)                           | 2:49:57  |
| 6     | Turnverein Hassee-Winterbek Kiel (Regina Meinlschmidt, Regine Broders, Anders)           | 2:55:09  |
| 7     | LG Braunschweig (Edith Kuchenbecker, Ulrike Hartmann, Gabriele Kutze)                    | 2:57:59  |
| 8     | TSG Esslingen (Dorothee Szukitsch – geb. Knäringer, Barbara Knäringer, Traude Knäringer) | 3:05:01  |

Datum: 22. Oktober
fand in Boppard statt

### Hochsprung
| Platz | Athletin, Verein                                  | Höhe (m) |
| ----- | ------------------------------------------------- | -------- |
| 1     | Andrea Arens (SCC Berlin)                         | 1,98     |
| 2     | Heike Henkel, geb. Redetzky (LG Bayer Leverkusen) | 1,96     |
| 3     | Beate Holzapfel (LG Bayer Leverkusen)             | 1,88     |
| 4     | Marion Goldkamp (ASV Köln)                        | 1,85     |
| 4     | Ulrike Walther (ASV Köln)                         | 1,85     |
| 6     | Bettina Braag (Milsper TV)                        | 1,85     |
| 7     | Corinna Junge (LG Wedel-Pinneberg)                | 1,82     |
| 8     | Nkechi Madubuko (BG Marburg)                      | 1,82     |

Datum: 12. August

### Weitsprung
| Platz | Athletin, Verein                      | Weite (m) |
| ----- | ------------------------------------- | --------- |
| 1     | Annette Ganseforth (LG Emstal Dörpen) | 6,48      |
| 2     | Sabine Braun (TV Wattenscheid 01)     | 6,38      |
| 3     | Heike Ingendoh (DJK Adler 07 Bottrop) | 6,33      |
| 4     | Ute Bertz (TK Grevenbroich)           | 6,32      |
| 5     | Susanne Diesing (LG Wilhelmshaven)    | 6,15      |
| 6     | Andrea Schilles (TV Bühl)             | 6,14      |
| 7     | Tanja Borrmann (MTG Melsungen)        | 6,12      |
| 8     | Christina Reidick (TSG Akus Weinheim) | 6,10      |

Datum: 12. August

### Kugelstoßen
| Platz | Athletin, Verein                               | Weite (m) |
| ----- | ---------------------------------------------- | --------- |
| 1     | Claudia Losch (LAC Quelle Fürth)               | 20,38     |
| 2     | Stephanie Storp (VfL Wolfsburg)                | 19,98     |
| 3     | Iris Plotzitzka (LC Olympiapark München)       | 19,62     |
| 4     | Katja Weiser (LAC Quelle Fürth)                | 17,15     |
| 5     | Edith Krauß (TV Schwabach)                     | 16,03     |
| 6     | Agnes Deselaers (LAV Bayer Uerdingen/Dormagen) | 15,78     |
| 7     | Birgit Petsch (LG Bayer Leverkusen)            | 15,74     |
| 8     | Veronika Krautzsch (LG Frankfurt)              | 15,04     |

Datum: 13. August

### Diskuswurf
| Platz | Athletin, Verein                               | Weite (m) |
| ----- | ---------------------------------------------- | --------- |
| 1     | Dagmar Galler (LG Bayer Leverkusen)            | 60,78     |
| 2     | Ursula Kreutel (LG Stuttgart)                  | 58,60     |
| 3     | Ingrid Belz (LG Kappelberg)                    | 55,58     |
| 4     | Agnes Deselaers (LAV Bayer Uerdingen/Dormagen) | 52,10     |
| 5     | Iris Plotzitzka (LC Olympiapark München)       | 50,68     |
| 6     | Silke Hachenberg (LG Bayer Leverkusen)         | 50,32     |
| 7     | Christine Ecker (LG Homburg)                   | 49,00     |
| 8     | Martina Kern (LG Kappelberg)                   | 47,34     |

Datum: 12. August

### Speerwurf
| Platz | Athletin, Verein                         | Weite (m) |
| ----- | ---------------------------------------- | --------- |
| 1     | Brigitte Graune (LG Bayer Leverkusen)    | 63,94     |
| 2     | Ingrid Thyssen (LG Bayer Leverkusen)     | 60,20     |
| 3     | Katja Hausmann (LC Paderborn)            | 53,74     |
| 4     | Rita Knoll (MTV Ingolstadt)              | 53,56     |
| 5     | Margot Kruber (LAZ Zweibrücken)          | 53,48     |
| 6     | Silke Gast (LV Ettenheim)                | 52,44     |
| 7     | Katja Buschsieweke (LG Olympia Dortmund) | 48,92     |
| 8     | Barbara Breinlich (TV Gelnhausen)        | 48,64     |

Datum: 12. August

### Siebenkampf
| Platz | Athletin, Verein                        | Leistung (Pkte) |
| ----- | --------------------------------------- | --------------- |
| 1     | Sabine Braun (TV Wattenscheid 01)       | 6491            |
| 2     | Cornelia Heinrich (LAC Quelle Fürth)    | 6338            |
| 3     | Birgit Clarius (MTV Ingolstadt)         | 6048            |
| 4     | Bettina Braag (Milsper TV)              | 5790            |
| 5     | Anke Straschewski (LG Bayer Leverkusen) | 5644            |
| 6     | Christine Höss (TSV Schwaben Augsburg)  | 5591            |
| 7     | Renate Pfeil (LG Bayer Leverkusen)      | 5550            |
| 8     | Antje Schmuck (LG Bayer Leverkusen)     | 5519            |

Datum: 9./10. September
fand in Bernhausen statt

### Siebenkampf, Mannschaftswertung
| Platz | Verein, Besetzung                                                    | Leistung (Pkte) |
| ----- | -------------------------------------------------------------------- | --------------- |
| 1     | LG Bayer Leverkusen (Anke Straschewski, Renate Pfeil, Antje Schmuck) | 16.713          |
| 2     | LG Nordwest Hamburg (Ute Niendorf, Schmidt, Claudia Liedtke)         | 15.753          |
| 3     | LG Frankfurt (Clarissa Sagerer, Anja Höhn, Barbara Schlosser)        | 15.040          |
| 4     | TSG Gießen-Wieseck (Schön, Schumacher, Meister)                      | 14.010          |

Datum: 9./10. September
fand in Bernhausen statt
nur 4 Mannschaften in der Wertung

### CrosslaufMittelstrecke –2,2 km
| Platz | Athletin, Verein                     | Zeit (min) |
| ----- | ------------------------------------ | ---------- |
| 1     | Sabine Nolte (LG Göttingen)          | 7:19       |
| 2     | Sabine Kunkel (VfL Wolfsburg)        | 7:24       |
| 3     | Astrid Bartels (LG Nordwest Hamburg) | 7:25       |
| 4     | Katja Steinmetz (ASV Köln)           | 7:32       |
| 5     | Ute Haak (LAC Quelle Fürth)          | 7:34       |
| 6     | Martina Lehmann (TV Jahn Wolfsburg)  | 7:35       |
| 7     | Christiane Finke (LG Göttingen)      | 7:38       |
| 8     | Andrea Dick (LG Langen)              | 7:38       |

Datum: 4. März
fand in Vinsebeck statt

### CrosslaufMittelstrecke –2,2 km, Mannschaftswertung
| Platz | Verein, Besetzung                                                            | Platzziffer |
| ----- | ---------------------------------------------------------------------------- | ----------- |
| 1     | LG Göttingen (Sabine Nolte, Christiane Finke, Almut Potschka)                | 27          |
| 2     | LC Olympiapark München (Birgit Wiedemann, Brigitte Brückner, Rita Marquardt) | 43          |
| 3     | ASV Köln (Katja Steinmetz, Braun, Roswitha Gerdes)                           | 47          |
| 4     | LG Frankfurt (Heidrun Vetter, Tania Lohmann, Anette Rühl)                    | 49          |
| 5     | TK Hannover (Bettina Schmidt, Annette Hanekamp, Schimkus)                    | 60          |
| 6     | TV Wattenscheid 01 (Tüshaus, Thiel, Schulte)                                 | 66          |
| 7     | TSV Crailsheim (Birgit Otte, Claudia Baier, Scheurer)                        | 72          |
| 8     | LBV Phönix Lübeck (Beate Burmester, Uta Ulrich, Stefanie Hormann)            | 93          |

Datum: 4. März
fand in Vinsebeck statt

### CrosslaufLangstrecke –6,6 km
| Platz | Athletin, Verein                      | Zeit (min) |
| ----- | ------------------------------------- | ---------- |
| 1     | Iris Biba (DJK Freigericht)           | 23:22      |
| 2     | Kerstin Preßler (LAC Halensee Berlin) | 23:43      |
| 3     | Astrid Schmidt (LAV Aschaffenburg)    | 23:50      |
| 4     | Christina Mai (LG Olympia Dortmund)   | 23:58      |
| 5     | Beate Waeber (LG Regensburg)          | 24:24      |
| 6     | Jutta Karsch (LG Olympia Dortmund)    | 24:26      |
| 7     | Edith Krause (VfL Sindelfingen)       | 24:49      |
| 8     | Gabriela Wolf (LG Olympia Dortmund)   | 24:57      |

Datum: 4. März
fand in Vinsebeck statt

### CrosslaufLangstrecke –6,6 km, Mannschaftswertung
| Platz | Verein, Besetzung                                                | Platzziffer |
| ----- | ---------------------------------------------------------------- | ----------- |
| 1     | LG Olympia Dortmund (Christina Mai, Jutta Karsch, Gabriela Wolf) | 018         |
| 2     | ASV Köln (Annabel Holtkamp, Ute Jenke, Farnschläder)             | 044         |
| 3     | LG Regensburg (Beate Waeber, Martina Schwarz, Evelin Schonleber) | 063         |
| 4     | LAV Bayer Uerdingen/Dormagen (Petra Sander, Kamphöfner, Swiercz) | 070         |
| 5     | TV 1860 Detmold (Susanne Hüls, Doris Koslowski, Annette Hüls)    | 082         |
| 6     | LG Seesen (Karola Weiglein, Doris Grossert, Heidi Hillebrecht)   | 82          |
| 7     | SCC Berlin (Silvia Wilhelm, Andrea Knapp, Lehmann)               | 086         |
| 8     | TV Niederschelden (Menn, Schmidt, Utsch)                         | 107         |

Datum: 4. März
fand in Vinsebeck statt

### Berglauf
| Platz | Athletin, Verein                         | Zeit (h) |
| ----- | ---------------------------------------- | -------- |
| 1     | Bernadette Hudy (LC Olympiapark München) | 56:39    |
| 2     | Susanne Blitzer (SC Hechingen)           | 58:01    |
| 3     | Birgit Rufer (LG Lennestadt-Bilstein)    | 58:54    |
| 4     | Marie Simann (TSV Buchenberg)            | 58:58    |
| 5     | Brigitte Matt (LG Hohenfels)             | 59:52    |
| 6     | Erika Herz (TV Bad Mergentheim)          | 60:02    |
| 7     | Sabine Kauf (SKV Eglosheim)              | 60:26    |
| 8     | Renate Müller (Triathlon-Club Essen)     | 61:17    |

Datum: 27. August
fand in Müllheim (Baden) statt

## Video
- youtube.com, abgerufen am 23. April 2021